# The White Panther
The White Panther er en amerikansk stumfilm fra 1924 instrueret af Alan James.

## Medvirkende
- Snowy Baker som Major Bruce Wainwright
- Gertrude McConnell som Irene Falliday
- Lois Scott som Yasmini
- Frank Whitson som Shere Ali
- Phil Burke som Tommy Farrell
- William Bainbridge
- Billy Franey
- Boris Karloff
- Stanely Bigham